# A thousand times
A thousand times is een studioalbum van Johannes Schmoelling. De muziek die werd uitgegeven op Schmoellings eigen platenlabel is een mengeling van elektronische muziek en new agemuziek. In Abacus wordt verwezen naar het nummer Le parc van Tangerine Dream, de muziekgroep waar Schmoelling jarenlang lid van was, maar ten tijde van het album al lange tijd uit was.
Het album werd opgevuld met de track Footsteps van Jonas Behrens.

## Musici
- Johannes Schmoelling – toetsinstrumenten, elektronica

## Muziek
Alles van Schmoelling, behalve de laatste track

| Nr. | Titel                      | Duur |
| --- | -------------------------- | ---- |
| 1.  | Monochrome                 | 6:52 |
| 2.  | Diorama                    | 5:40 |
| 3.  | Abacus                     | 5;24 |
| 4.  | Stigma                     | 6:48 |
| 5.  | Funeral tears              | 5:51 |
| 6.  | A thousand times           | 6;16 |
| 7.  | Blueprint                  | 5:58 |
| 8.  | A thousand times (reprise) | 5:45 |
| 9.  | Kiterunner                 | 5:40 |
| 10. | Palace of dreams           | 5:42 |
| 11. | Footsteps (Jonas Behrens)  | 4:39 |